# Костенко Ян Володимирович
Ян Володимирович Костенко (нар. 4 липня 2003, Полтава, Україна) — український футболіст, півзахисник «Карпат».

## Життєпис
Народився в Полтаві, вихованець місцевої ДЮСШ «Ворскла», в якій займався з 2011 року. Під час зимової перерви сезону 2019/20 років переведений до юніорської команди полтавчан. Вперше до заявки на атч першої команди потрапив 16 липня 2020 року на поєдинок 31-го туру Прем'єр-ліги проти «Маріуполя» (1:2), але просидів увесь матч на лаві запасних. За полтавську команду дебютував три дні по тому, 19 липня 2020 року в програному (0:3) виїзному поєдинку 32-го туру Прем'єр-ліги проти «Дніпра-1». Ян вийшов на поле на 88-й хвилині, замінивши Даніїла Сємілєта. Сезон 2020/21 років розпочав у юнацькій та молодіжній команді «Ворскли».
У 2021 році став гравцем друголігового СК "Полтава". Футболіст став офіційно гравцем "містян" 26 серпня. А вже 28 серпня у грі проти "Енергії" з Нової Каховки дебютував у складі "малиново-золотих". У першій же грі відзначився результативною передачею.